# سن لي (كاتب)
سن لي (بالصينية: 孙犁) هو كاتب صيني، ولد في 4 أبريل 1913 في Anping County ‏ في الصين، وتوفي في 11 يوليو 2002 في تيانجين في الصين.